# Pelouses de Lorry-Mardigny et Vittonville
Pelouses de Lorry-Mardigny et Vittonville este o arie protejată (sit de importanță comunitară — SCI) din Franța întinsă pe o suprafață de 127 ha, integral pe uscat.

## Localizare
Centrul sitului Pelouses de Lorry-Mardigny et Vittonville este situat la coordonatele 48°59′52″N 6°04′39″E / 48.99778°N 6.0775°E.

## Înființare
Situl Pelouses de Lorry-Mardigny et Vittonville a fost declarat arie specială de conservare în baza directivei 92/43 din 1992 referitoare la conservarea habitatelor naturale și a faunei și florei sălbatice pentru a proteja 4 specii de animale.

## Biodiversitate
Situată în ecoregiunea continentală, aria protejată conține 1 habitat natural: Pajiști uscate seminaturale și facies de acoperire cu tufișuri pe substraturi calcaroase (Festuco-Brometalia) (* situri importante pentru orhidee).
La baza desemnării sitului se află mai multe specii protejate:
- mamifere (2): liliacul mare cu potcoavă (Rhinolophus ferrumequinum), liliacul mic cu potcoavă (Rhinolophus hipposideros)
- nevertebrate (2): fluturele auriu (Euphydryas aurinia), Euplagia quadripunctaria

Pe lângă speciile protejate, pe teritoriul sitului au mai fost identificate 61 de specii de plante, 2 specii de păsări, 21 de specii de nevertebrate.